# Lars Liedholm
Lars Vilhelm Liedholm, född 28 maj 1927 i Västerviks församling i Kalmar län, död 8 september 1998 i Västerviks församling i Kalmar län, var en svensk militär.

## Biografi
Liedholm avlade studentexamen i Västervik 1946. Han avlade marinofficersexamen vid Sjökrigsskolan 1949 och utnämndes samma år till fänrik i Marinintendenturkåren, där han befordrades till löjtnant 1951. Han var adjutant hos marinöverintendenten 1952–1954, kompanibefäl vid Sjökrigsskolan 1956, stabsofficer vid flottans skolor i Karlskrona 1956–1958 och intendent i Blekinge sjövärnsflottilj 1956–1958. Därefter var han utrustningsintendent vid Intendenturförvaltningen i Marinkommando Syd 1958–1961, befordrades till kapten i Intendenturkåren 1959 och var detaljchef vid Intendenturavdelningen i Marinförvaltningen 1961–1965. År 1965 befordrades han till major, varpå han var chef för Underhållsdetaljen i Marinstaben från 1965, befordrades till överstelöjtnant i Försvarets intendenturkår 1971 och var chef för Intendenturavdelningen vid staben i Östra militärområdet 1975–1977. Liedholm befordrades till överste 1977 och tjänstgjorde därefter vid Försvarets materielverks huvudavdelning i Karlstad: som chef för Driftbyrån i Förrådsavdelningen 1977–1981 och som chef för Förrådsavdelningen 1981–1987. Han befordrades 1981 till överste av första graden i Försvarets intendentkår, där han erhöll graden kommendör av första graden 1985 eller 1986.
Lars Liedholm invaldes 1974 som ledamot av Kungliga Örlogsmannasällskapet.

### Utmärkelser
- Riddare av första klass av Svärdsorden, 1967.[8]